# St Paul's Survives
St Paul's Survives (sənt pɔls səˈvaɪvs, англ. Собор Святого Павла вижив) — фотографія, зроблена у Лондоні вночі з 29 на 30 грудня 1940 року, у 114-ту ніч бліцу під час битви за Британію. На фотографії зображено собор святого Павла, освітлений пожежами, і дим від палаючих будівель навколо. Автором фотографії був Герберт Месон (англ. Herbert Mason) у перші години доби 30 грудня 1940 року з даху Норзкліфф-гауз, де розміщений офіс Daily Mail, на Тюдор-стріт, неподалік Фліт-стріт.
Фотографія стала символом британських стійкості та сміливості і вважається однією зі знакових світлин бліцу. Вона стала «миттєво відомою» і зробила собор святого Павла символом «єднання, виживання та страждання». Повітряна атака, під час якої світлина була зроблена, стала відома як Друга велика лондонська пожежа: понад 160 осіб загинули, понад 500 були поранені, а сотні будівель — знищені.

## Бліц
Бліц (скорочено від німецького бліцкриг, блискавична війна) було стратегічним бомбардуванням Великої Британії та Північної Ірландії під час Другої світової війни з боку нацистської Німеччини із 7 вересня 1940 по 10 травня 1941 року. Лондон, столиця Сполученого Королівства, зазнав бомбардувань Люфтваффе протягом 57 ночей поспіль. Понад мільйон будинків у Лондоні були знищені або пошкоджені, понад 40 тисяч цивільних мешканців постраждали.
Коли була зроблена світлина St Paul's Survived, майже кожна будівля навколо собору святого Павла вигоріла, хоча сам собор уцілів. Це сталося завдяки спеціальним групам пожежників, яких прем'єр-міністр Вінстон Черчилль закликав оберігати собор. За весь час на собор та навколо нього впали 29 запалів, один з яких прогорів через свинцевий купол і міг упасти на його дерев'яні опори. Членам добровільної групи St Paul's Watch довелося б лізти через крокви, щоб загасити таку пожежу, проте бомба впала із даху на Кам'яну галерею, де пожежу, спричинену нею, швидко ліквідували.

## Світлина
Світлина була зроблена в ніч із 29 на 30 грудня 1940 року, у 114-ту ніч бліцу. Головний фотограф Daily Mail Герберт Месон перебував на пожежному караулі на даху офісу свого видання — Норзкліфф-гауз на Тюдор-стріт, поблизу Фліт-стріт. Тієї ночі німецькі бомби знищили сотні будівель, через що місто заполонив чорний дим. Месон хотів зробили вдалу фотографію собору святого Павла, тому йому довелося годинами очікувати, щоб дим розійшовся.
Зроблена рано-вранці в понеділок, 30 грудня 1940 року, світлину було опубліковано у Daily Mail у вівторок, 31 грудня. Її розмістили на першій шпальті з підписом «Найбільша світлина війни» (англ. War's Greatest Picture). Також фотографію кадрували, щоб приховати багато зруйнованих будівель. Видання також розмістило розповідь фотографа про світлину:
|                  | Я час від часу фокусувався, коли великий купол вимальовувався крізь дим. Відблиски багатьох вогнищ і широкі клуби диму продовжували приховувати форму. Потім здійнявся вітер. Раптом сяючий хрест, купол і вежі виділялися як символ у пеклі. Сцена була неймовірною. У ту чи іншу мить я відпустив затвор. |
| — Герберт Месон, | |

Вважається, що камера Van Neck була на скляному негативі з четвертною пластиною. Журнал Королівського фотографічного товариства «Photographic Journal» зазначив про яскравість сцени, констатувавши, що «світло, яке було доступне для миттєвої експозиції, є ознакою лютості та масштабу пожежі».
Дослідження Браяна Стейтера показало, що остаточно опубліковане зображення було відмонтоване у студії.